# Lumen (editorial)
Lumen es una editorial española del grupo Penguin Random House (el que a su vez pertenece a la multinacional Bertelsmann). Fue dirigida durante 40 años por Esther Tusquets

## Historia
Juan Tusquets, que durante la guerra civil española había creado una editorial en Burgos, fundó Lumen en Barcelona después de terminado el conflicto; luego se la vendió a su hermano Magí que la compró para su hija Esther, que asumió la dirección del sello.
En 1996 Esther Tusquets vendió la editorial a la multinacional Bertelsmann.
María Fasce, directora editorial de Lumen, declaró con motivo de cumplir 60 años la editorial, que Lumen fue «una de las primeras en dar importancia a la literatura escrita por mujeres –ahí estaban Virginia Woolf o Djuna Barnes–, pero también a la poesía –es la casa de Neruda, Alberti, Pizarnik o Gil de Biedma– y a la gráfica –el sello se consolidó económicamente en los 70 gracias a la inolvidable Mafalda de Quino–». Y estos, agregó, siguen siendo los pilares del sello.
En 2023 relanzó el Premio Lumen de Novela, otorgando el galardón en su primera edición a la escritora argentina Leticia Martin.